# Yuchi-myeon
Yuchi-myeon (koreanska: 유치면) är en socken i kommunen Jangheung-gun i provinsen Södra Jeolla i
den södra delen av Sydkorea, 310 km söder om huvudstaden Seoul.